# Oenococcus oeni
Bacteri làctic que fins al 1995 es considerava Leuconostoc oenos, ja que són cocs i realitzen la fermentació heterolàctica (quan fermenten els sucres a banda d'àcid làctic també formen CO₂, acètic i etanol). Tot i així, la comparació de les seqüències de l'RNA ribosomal,  demostra que filogenèticament Oenococcus està ben separat de Leuconostoc, així com d'altres bacteris làctics relacionats com Lactobacillus.
El seu hàbitat és el most i el vi, i pot créixer en pH d'entre 3-4. En enologia és molt apreciat perquè és el bacteri làctic principal que duu a terme la fermentació malolàctica. Aguanta la presència d'etanol fins a concentracions de 10% (v/v).